# سودا (برند)
سودا (چینی: 须田)، همچنین شناخته شده به نام‌های هنان سودا ئی‌وی (چینی: 河南苏达电动汽车) و اس‌دی ئی‌وی (چینی: 标清电动汽车)، یک تولیدکنندهٔ خودروی چینی است که در زمینهٔ تولید وسایل نقلیه الکتریکی فعالیت دارد.
محصولات این شرکت در ایران توسط خودروسازی کارمانیا عرضه می‌شوند. کارمانیا، خودروی سودا اس‌ای۰۱ را با نام کارمانیا ئی‌کی۱ عرضه می‌کند.

## تاریخچه
سودا در سال ۲۰۱۰ تأسیس شد. این شرکت در سانمنشیا، چین مستقر است. در ماه مه ۲۰۱۸، این شرکت ساخت یک کارخانهٔ تولید با سرمایه‌گذاری ۲٫۶ میلیارد یوان و توانایی تولید ۱۰۰٬۰۰۰ دستگاه در سال را آغاز کردن که در اوت همان سال ساخت این کارخانه تکمیل شد.
اولین خودروی تولیدی این شرکت، اس‌ای۰۱ است که به آن لانس نیز گفته می‌شود. انرژی این خودرو از مجموعه‌ای از باتری‌های ۴۵ کیلووات ساعت تأمین می‌شود که به این خودرو ۱۰۷ اسب بخار نیرو می‌دهد. ابعاد آن ۴۴۱۷ میلی‌متر/۱۷۳۷ میلی‌متر/۱۶۰۶ میلی‌متر، فاصلهٔ بین دو محور آن ۲۵۰۰ میلی‌متر و وزن خالص آن ۱۳۹۰ کیلوگرم است. اس‌ای۰۱ به دلیل نتایج بد تست ایمنی تصادف مورد انتقاد قرار گرفت.
اس‌دی۰۱ دومین خودروی سودا است که به آن یینس نیز گفته می‌شود. قدرت این خودرو همانند اس‌ای۰۱ از مجموعه‌ای از باتری‌های ۴۵ کیلووات ساعت تأمین می‌شود که به این خودرو ۱۰۷ اسب بخار قدرت می‌دهد. ابعاد آن ۴۰۴۶ میلی‌متر/۱۷۳۷ میلی‌متر/۱۵۷۶ میلی‌متر، فاصلهٔ بین دو محور آن ۲۵۰۰ میلی‌متر و وزن آن ۱۳۹۰ کیلوگرم است.
این شرکت زیرمجموعهٔ برند یما است.

## محصولات

### مدل‌های فعلی
سودا در حال حاضر ۲ خودرو را برروی خط تولید خود دارد.
| مدل              | تصویر | مشخصات |
| ---------------- | ----- | --- |
| سودا اس‌ای۰۱/لانس |       | - نوع بدنه: سدان - کلاس: - درها: ۴ - صندلی‌ها: ۵ - باتری: ۴۵ کیلووات ساعت - تولید: ۲۰۲۰ تاکنون - معرفی: ۲۰۱۷  |
| سودا اس‌دی۰۱/یینس |       | - نوع بدنه: هاچ‌بک - کلاس: - درها: ۵ - صندلی‌ها: ۵ - باتری: ۴۵ کیلووات ساعت - تولید: ۲۰۲۰ تاکنون - معرفی: ۲۰۱۷ |